# Sigmella balikpapanensis
Sigmella balikpapanensis är en kackerlacksart som beskrevs av Roth, L. M. 1996. Sigmella balikpapanensis ingår i släktet Sigmella och familjen småkackerlackor. Inga underarter finns listade i Catalogue of Life.